# Kreuznacher Kriegszielkonferenz

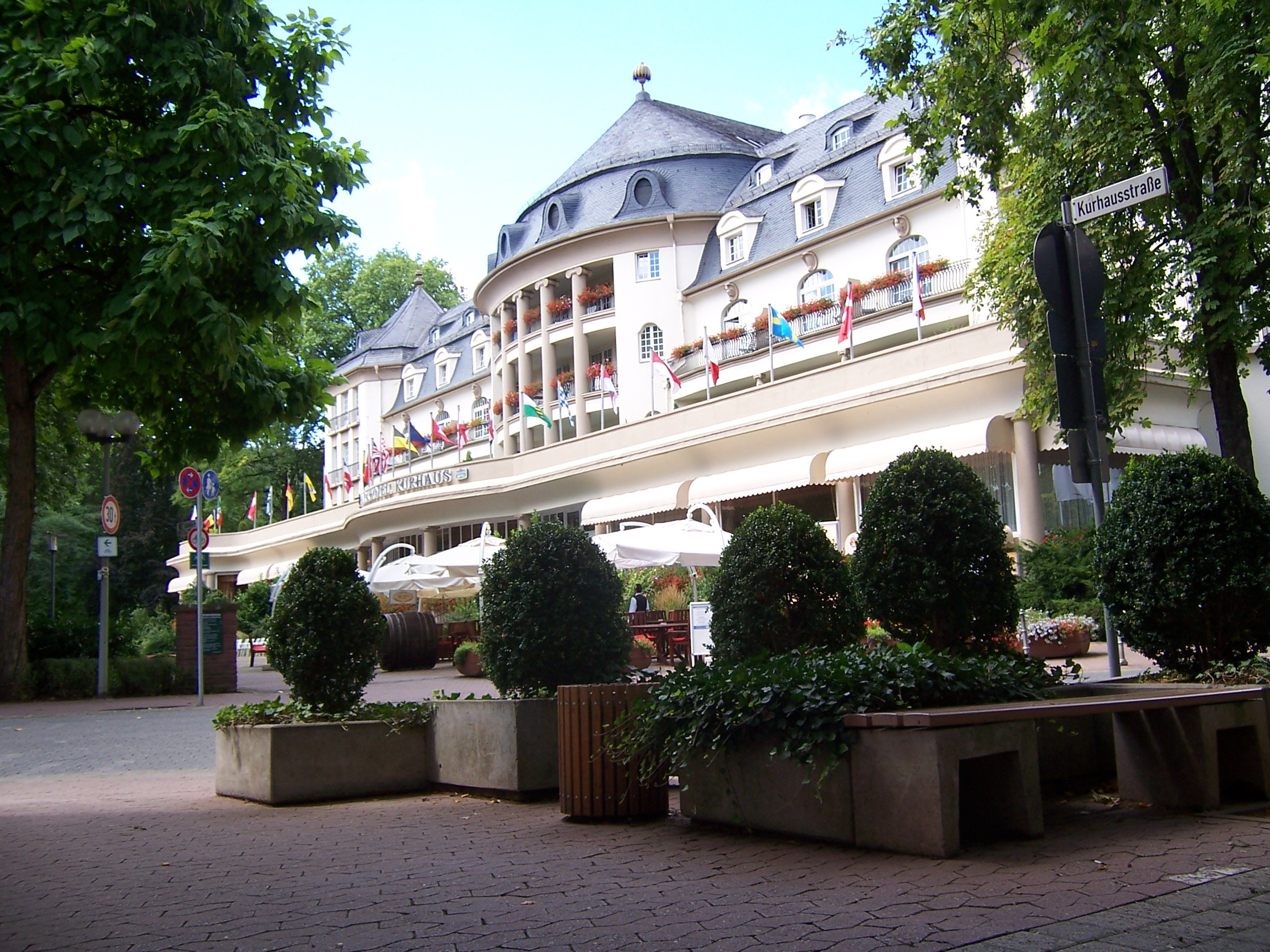
Kurhaus Bad Kreuznach: vom 2. Januar 1917 bis zum 8. März 1918 Sitz des Großen Hauptquartiers

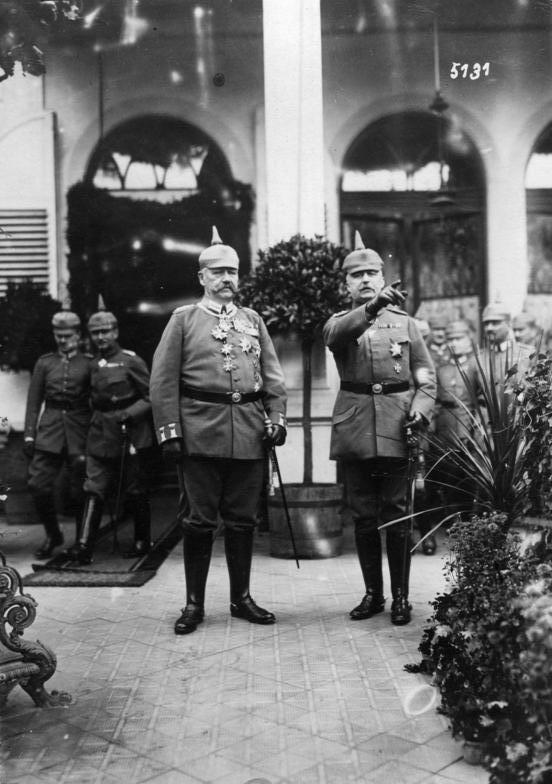
Hindenburg und Ludendorff im Großen Hauptquartier in Kreuznach (1917)

Die Kreuznacher Kriegszielkonferenz fand während des Ersten Weltkriegs am 23. April 1917 im Großen Hauptquartier der deutschen Dritten Oberste Heeresleitung (OHL) in Kreuznach zwischen der Reichsleitung unter Kanzler Bethmann Hollweg und der OHL unter Hindenburg und Ludendorff statt.
Diese Kriegszielkonferenz stellte eine „Hochwassermarke des offiziellen deutschen Annexionismus“ dar. Der ersten folgte eine zweite Kriegszielkonferenz am 17. und 18. Mai 1917 mit dem Verbündeten Österreich-Ungarn.

## Vorgeschichte

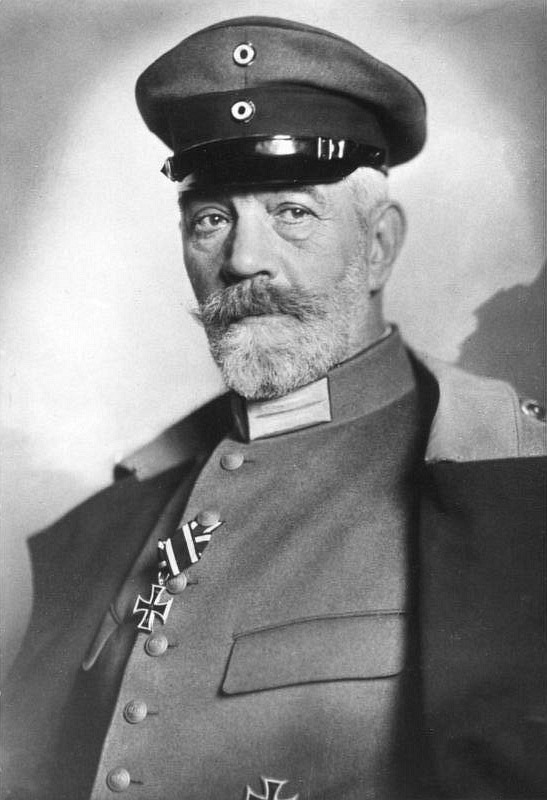
Theobald von Bethmann Hollweg (1917)

Die OHL hatte den widerstrebenden Kanzler immer wieder auf die Festlegung von „Mindest- und Ausgangsforderungen“ gedrängt. Die Gestaltung der Kriegsziele hing aber laut Bethmann Hollweg von der Situation bei Beginn der Friedensverhandlungen ab. Außerdem müsse versucht werden, dem ersten Gegner, der zum Frieden bereit sei, „goldene Brücken zu bauen“, und das schließe eine Festlegung auf bestimmte Minimal- und Maximalziele aus. Bethmann Hollweg wollte also eine klare Stellungnahme zu den Kriegszielen vermeiden, wurde aber von Kaiser Wilhelm II., der von den Militärs bedrängt wurde, aufgefordert, am 23. April zu einer Kriegszielkonferenz ins Hauptquartier der OHL zu kommen. Allein die Abhaltung der Konferenz im Hauptquartier der OHL zeigt deren damalige starke Position gegenüber der Reichsleitung.
Dem war zur Jahreswende 1916/17 eine tiefe Zäsur in der Entwicklung der deutschen Kriegspolitik vorangegangen: Die Polenproklamation vom 5. November 1916 mit Polen als deutschem Kriegsziel, das deutsche Friedensangebot vom 12. Dezember 1916, in dem von keinem wesentlichen Kriegsziel abgegangen wurde, sowie der Bruch mit den USA durch den Übergang zum uneingeschränkten U-Boot-Krieg hatte endgültig bewiesen, dass die deutsche Führung entschlossen war, den Krieg bis zur Erreichung der Kriegsziele mit allen Mitteln durchzukämpfen, ohne Rücksicht auf etwaige außenpolitische Konsequenzen. Hinzu kam noch ein Ereignis, das alle Kriegszielprogramme der kriegsführenden Staaten ins Wanken bringen sollte – die russische Februarrevolution, die Hoffnungen auf einen Separatfrieden mit Russland aufkommen ließ.

## Erste Kreuznacher Kriegszielkonferenz
Die OHL kam gut vorbereitet, mit detaillierten Karten und einer Forderungsliste in Form militärischer Imperative, in die Gespräche.
Die Ergebnisse der Konferenz, das Kreuznacher Programm, waren weitreichende Forderungen wie die Annexion Kurlands und Litauens, ein „polnischer Grenzstreifen“, dessen Ausdehnung von der zukünftigen Vorherrschaft Deutschlands in Polen abhängen sollte, das zudem noch nach Osten hin zu erweitern wäre. Russland sollte als Entschädigung Ostgalizien und auch Teile der Moldau erhalten. Österreich-Ungarn könnte dafür in Serbien, Montenegro und Albanien, in Form eines anzugliedernden südslawischen Staates, Kompensationen erhalten. Moldau bis zum Sereth und die Westwalachei bis Craiova kämen ebenfalls an den Verbündeten. Rumänien sollte so groß wie möglich bleiben und unter deutscher Kontrolle weiter bestehen. Im Westen blieben die Ansprüche die alten: Der Vasallenstaat Belgien hätte Lüttich, die flandrische Küste mit Brügge und die Gegend von Arlon abzutreten, die ebenso wie Luxemburg und Longwy-Briey an Deutschland fallen würden. Außerdem habe Frankreich einzelne „Grenzverbesserungen“ in Elsaß-Lothringen zuzulassen, lediglich „einige Grenzzipfel“ wurden, als Beweis des guten Willens gegenüber den kriegsmüden Österreichern, zugunsten Frankreichs angeboten, um „einen Frieden mit Frankreich daran nicht scheitern zu lassen“.
Admiral von Müller hatte von der Konferenz den Eindruck „völliger Maßlosigkeit im Osten und Westen“ erhalten. Bethmann Hollweg hatte Hindenburg und Ludendorff in Kreuznach nichts entgegenzusetzen. Die mächtige OHL hatte dem schwachen Kanzler ihr Maximalprogramm abgerungen. Admiral Müller hatte aber den Eindruck, dass Bethmann und sein Außenminister Zimmermann es nicht tragisch genommen hätten, weil sie gedacht hätten, es käme letzten Endes doch alles ganz anders. Bethmann Hollweg selbst meinte, er habe das Protokoll mitgezeichnet, weil sein „Abgang über Phantastereien lächerlich“ wäre. Im Übrigen lasse er sich durch das Protokoll natürlich in keiner Weise binden.
Kreuznach war nach dem Urteil des Historikers George W. F. Hallgarten nicht bloß eine

„Orgie des Ludendorffschen Militarismus, der den dilettantischen Phantasten auf dem Kaiserthron in der Tasche hatte, sondern ... eine Riesenkoalition anarchisch waltender Interessen, deren Gesamtwunschkarte der Kaiser, statt sie realpolitisch zu beschneiden, sich völlig zu eigen machte.“

## Verhandlungen mit Österreich-Ungarn

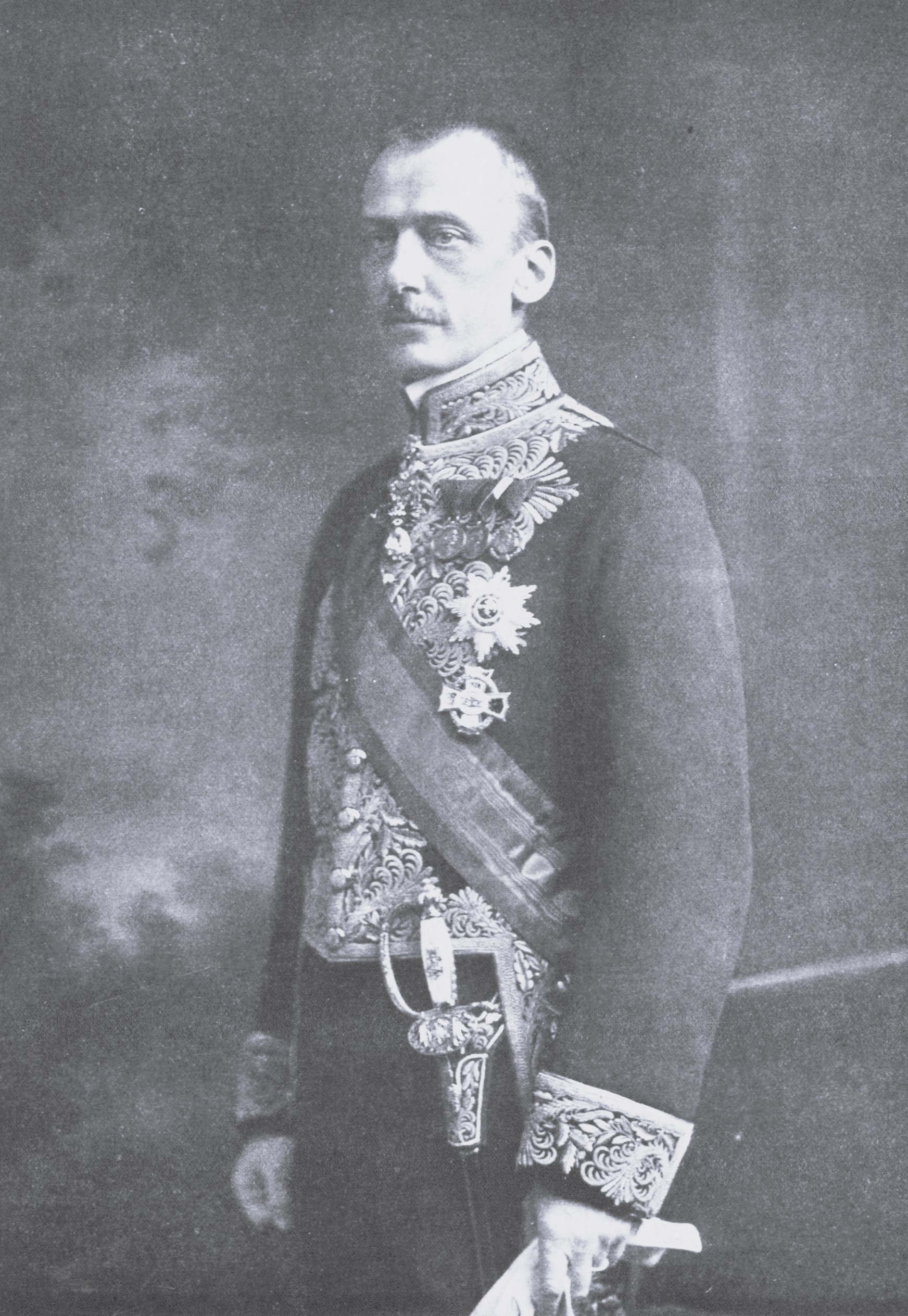
Ottokar Czernin (1918)

Österreich-Ungarn war an der ersten Kreuznacher Kriegszielkonferenz nicht beteiligt und wurde auch nicht gleich informiert. Die OHL drängte aber nach ihrem Triumph vom 23. April auf eine baldige Konferenz mit dem Bündnispartner, um dessen Zustimmung zu dem Annexionsprogramm zu erhalten.
Schließlich wurde das Außenamt genötigt, den k.u.k. Außenminister Czernin für einen Ländertausch zu gewinnen, bei dem das österreichische Ostgalizien in russischer Hand bleiben sollte, während Deutschland Gewinne erhalte. Ludendorff polterte, für das „Sauland“ würde heute niemand auch nur einen Soldaten opfern. Österreichs Interessen lägen in Wahrheit auf dem Balkan, die Einverleibung eines Teils von Serbien und die Gründung eines neuserbischen Vasallenstaates „dürfte für Österreich einen vollen Ersatz bedeuten und die Monarchie stärken“.
Als der deutsche Botschafter in Wien, Botho von Wedel, Czernin Anfang Mai das Kreuznacher Programm darlegte, kritisierte der Außenminister „betroffen“ den Kontrast zwischen Deutschland, das Polen, Kurland und Litauen erhalte, während Österreich Ostgalizien verliere.
Da die Reichsleitung befürchtete, Österreich in einen Sonderfrieden zu treiben, falls man auf den Plan eines Ländertausches bestehe, verzichtete die deutsche Seite schließlich auf die Forderung.

## Zweite Kreuznacher Kriegszielkonferenz
Am 17. und 18. Mai 1917 kam es zu einer zweiten Kreuznacher Kriegszielkonferenz, auf der die Kriegsziele mit dem Bündnispartner Österreich-Ungarn, vor allem in Bezug auf Rumänien, vereinbart wurden. Österreich-Ungarn forderte in Kreuznach seine volle Integrität, dazu den Lovćen, militärische Grenzberichtigungen in Serbien (insbesondere die Macva), die Gründung eines kleinen Neuserbiens ohne Zugang zur Adria, die Wiederherstellung Montenegros und Nordalbaniens, womöglich mit Priština und Prizren, alle drei Staaten militärisch, politisch und wirtschaftlich abhängig von Österreich-Ungarn. Eine eventuelle Gründung eines von Österreich-Ungarn abhängigen Neuserbiens mit einem Ausgang zur Adria wird als großes Opfer Österreich-Ungarns bezeichnet. Den bulgarischen Wünschen, besonders an der unteren Morava, werde entgegengekommen.
Deutschland verlangte einen dauerhaften Zustand auf dem Balkan, bei dem die kleinen Staaten verschwinden sollten, und befürwortete ein großes Neuserbien (Westserbien, Montenegro) und ein Nordalbanien, beide eng an Österreich-Ungarn angegliedert und von ihm militärisch, politisch und wirtschaftlich abhängig. Italien sollte aus Valona entfernt, Südalbanien an Griechenland angegliedert und Saloniki ein Freihafen werden.

„Falls Deutschland die territoriale Angliederung Kurlands und Litauens sowie die deutscherseits in Aussicht genommene Anlehnung Polens durchsetzt, so ist es einverstanden, dass das besetzte Rumänien, mit Ausnahme der bulgarischen Dobrudscha (Grenze bis 1913) und eines Grenzstreifens südlich der Bahn Cernavoda-Constanza, als besonderer Staat an Österreich-Ungarn fällt, unter Sicherung wirtschaftlicher Beteiligung Deutschlands in Rumänien.“

Dafür verzichtete Österreich-Ungarn auf ein Kondominium in Polen und erklärte sein Desinteresse am Königreich Polen. Die beiden Staaten verpflichteten sich auf dieser Grundlage, „je nach Ergebnis der Verhandlungen, die beiderseitigen Erwerbungen und wirtschaftlichen Vorteile in einem entsprechenden Verhältnis zueinander zu halten“.
Czernin war sehr zufrieden, der Donaumonarchie einen so großen Gewinn zu sichern, ohne auf Ostgalizien verzichten zu müssen, aber er blieb, was die Realisierbarkeit betrifft, skeptisch, denn er berichtete von seinem Eindruck über die Konferenz: „Man hat dort ungefangene Fische verteilt“.

## Folgen
Der Reichskanzler, der politisch schon sehr geschwächt war, fühlte sich durch die Abmachung nicht gebunden. Bethmann Hollweg betrachtete das Kreuznacher Programm als maximal erreichbare Kriegsziele, die anzustreben wären, wenn Deutschland den Frieden diktieren könne. Er war aber nicht bereit, deshalb eine mögliche Friedenschance zu verpassen. Bethmann Hollweg mutmaßte am 1. Mai, Ludendorff habe die Kriegszielfrage extra forciert, um

„mich bei Differenzen über die Kriegsziele stürzen zu können, was augenblicklich wohl leicht durchzusetzen wäre. […] Ich habe das Protokoll mitgezeichnet, weil mein Abgang über Phantastereien lächerlich wäre. Im übrigen lasse ich mich durch das Protokoll natürlich in keiner Weise binden. Wenn sich irgendwo und irgendwie Friedensmöglichkeiten eröffnen, verfolge ich sie.“

Der Kanzler war aber, nachdem er sich dem Wiener Ballhausplatz gegenüber so lang gesträubt hatte, sich auf eine Kriegszielvereinbarung festzulegen, von der übermächtigen OHL schließlich gezwungen worden seine „bewegliche Stellung“ in der Kriegszielfrage aufzugeben.
Kreuznach beeinträchtigte nicht nur die Handlungsfreiheit der Regierung bei ihren Friedensbemühungen gegenüber Russland, sondern drohte in der Folge auch das Verhältnis zur Habsburgermonarchie zu belasten.
Das weitreichende Programm von Kreuznach verhinderte auch mit die Annahme einer russischen Friedensofferte, woraufhin Russland General Brussilow beauftragte, eine neue Offensive vorzubereiten.